# Candé (Lère)
Der Candé ist ein kleiner Fluss im Südwesten von Frankreich, der in der Region Okzitanien nördlich der Stadt Toulouse verläuft. Er durchquert dabei hauptsächlich das Département Tarn-et-Garonne und macht im Oberlauf einen kurzen Abstecher ins benachbarte Département Lot, wo er auch den Regionalen Naturpark Causses du Quercy berührt.

## Geografie

### Verlauf
Der Candé entspringt unter dem Namen Ruisseau de Gabarios an der Gemeindegrenze von Labastide-de-Penne und Belmont-Sainte-Foi, entwässert generell Richtung Südwest und mündet nach rund 18 Kilometern im Gemeindegebiet von Caussade als rechter Nebenfluss in die Lère.

### Orte am Fluss
(Reihenfolge in Fließrichtung)
- La Cayrède, Gemeinde Labastide-de-Penne
- Belmont-Sainte-Foi
- Le Moulinal, Gemeinde Puylaroque
- Landou, Gemeinde Labastide-de-Penne
- Saint Hugues, Gemeinde Puylaroque
- Lapenche
- Bro, Gemeinde Lapenche
- Hèche, Gemeinde Caussade
- Condamines, Gemeinde Montalzat
- La Grave, Gemeinde Caussade
- Peyralade, Gemeinde Monteils
- Caussade